# Спектральна лінія поглинання
Спектрáльна лíнія поглинáння (синоніми: темна спектральна лінія) — особливість спектру, що полягає в пониженні інтенсивності випромінювання поблизу деякої енергії.
Лінії поглинання в електромагнітних спектрах утворюються, коли випромінювання проходить через порівняно холодну прозору речовину. Атоми мають здатність поглинати кванти електромагнітного випромінювання строго певних енергій (частот), а потім випромінюють їх в довільному напрямі. У результаті маса речовини розсіює в сторони випромінювання на деяких частотах, і вони не потрапляють до спостерігача, утворюючи в спостережуваному спектрі темні (тьмяні) ділянки — лінії.